# 山本宗宜
山本 宗宜（やまもと むねよし）は東京都品川区生まれ、埼玉県浦和市（現さいたま市南区）育ち。
株式会社東洋トラスト（東京都中央区）代表取締役。
芸能プロダクション「イエローキャブ」元社長。

## 来歴
埼玉県浦和市（現さいたま市）出身。
2019年株式会社Mプロダクションが芸能事務所イエローキャブのライセンスを取得した際にイエローキャブに参画し、2020年代表取締役に就任。
2022年初頭、YouTubeメディアである「令和の虎」やその他のメディアに出演し芸能界で初となる芸能事務所のフランチャイズ化を発表。その後、全国各地で説明会などを開催し現在全国に17の事務所が開設しており、イエローキャブ全体でのタレント数は150名を越える。2024年2月、日本代理店協会が主催する優良ビジネス認定において、イエローキャブフランチャイズが金賞を受賞。
2024年9月、代表取締役を退任し株式会社東洋トラストの代表取締役へと就任。
現在は広告代理業をメインに事業展開をおこなっている。